# السببية
السَّبَبِيَّة أو العِلِّيَّة أو التسبيب هي موضوع فلسفي وبشكل أخص في فرع فلسفة العلوم تعني بالعلاقة بين  حدث (فلسفة) يسمى السبب وحدث آخر يسمى الأثر، بحيث يكون الحدث الثاني نتيجة للأول. ويشير هذا المصطلح إلى مجموعة العلاقات السببية أو علاقات السبب والتأثير التي يمكن ملاحظتها خلال الخبرة اليومية والتي تستند إليها النظريات العلمية في تفسير الظواهر العلمية. وقد أطنب الفلاسفة والعلماء كلاماً فيها ومن أبرز من تكلم في شأنها الفيلسوف الشكوكي السكوتلندي ديفيد هيوم.
لكن الحصول على تعريف دقيق يبقى أمرا صعبا لاختلاف تفسير الموضوع فلسفيا ووجود نقاش وجدالات عميقة فلسفية حول نظريات السببية كافة. ويكفي أن نعتبر السببية العلاقة المباشرة التي تربط بين الأحداث، والأجسام، المتغيرات المختلفة وأيضا الحلات المختلفة للأجسام.
من المفترض أيضا عادة أن يكون السبب سابقا زمناً أو رتبة للأثر فلا يجوز أن يكون فعل السبب لاحقا للتأثير وإلا ذهب مفهوم السببية البديهي. فحدوث المسبب يفترض حدوث لاحق للتأثير (في حال ثبات جميع الشروط الأخرى) أو على الأقل زيادة احتمالية حدوثه.
بعض أمثلة السببية موجودة بكثرة في حياتنا اليومية:
- اصطدام كرة بمجموعة كرات البلياردو يؤدي إلى تفرقها.
- ارتفاع درجة حرارة المياه يؤدي إلى غليانها.
- جاذبية القمر تؤدي إلى ظاهرة المد الأرضية.
- ارتفاع الحرارة وتمدد المعدن أو انخفاضها وانكماش المعدن.

## الأساس المعرفي
مثل الرياضيات، تعتبر الميتافيزيقا دراسة غير تجريبية تُجْرَى باستخدام خصم ما معروف سلفًا. وتحاول تقديم سرد متماسك لبنية العالم، قادر على تفسير إدراكنا اليومي والعلمي للعالم، والتحرر من التناقضات. في الرياضيات، هناك العديد من الطرق المختلفة لتحديد الأرقام؛ وكذلك في الميتافيزيقيا هناك العديد من الطرق المختلفة لتحديد الأشياء والممتلكات والمفاهيم والكيانات الأخرى التي يُدَّعَى بأنها تشكل العالم.
في حين أن الميتافيزيقيا يمكنها وكحالة خاصة، دراسة الكيانات التي يفترضها العلم الأساسي مثل الذرات والأوتار الفائقة، فإنها تختص بدراسة مجموعة من المواضيع مثل الكائن والملكية والسببية التي تفترضها هذه النظريات العلمية. على سبيل المثال: الادعاء بأن «الإلكترونات لها شحن» هو نظرية علمية. أثناء استكشاف ما يعنيه أن تكون الإلكترونات (أو على الأقل، أن ينظر إليها على أنها «كائنات»)، وأن تكون «ممتلكات»، وأن تكون موجودة في كيان طوبولوجي يسمى «الفضاء»، فإنها مهمة الميتافيزيقيا.
هناك موقفان واسعان حول ما هو «العالم» الذي قامت الميتافيزيقيا بدراسته. يفترض الرأي القوي والكلاسيكي أن الكائنات التي تدرسها الميتافيزيقيا موجودة بشكل مستقل عن أي مراقب ويفترض الرأي الضعيف والحديث أن الأشياء التي درستها الميتافيزيقيا موجودة داخل عقل أحد المراقبين بحيث يصبح الموضوع شكلاً من أشكال الاستبطان والتحليل المفاهيمي. يناقش بعض الفلاسفة، ولا سيما كانط، كل من هذه «العوالم» وما يمكن استنتاجه من كل واحد. بعض الفلاسفة، مثل الوضعيين المنطقيين، وكثير من العلماء، يرفضون النظرة القوية للميتافيزيقا بأنها لا معنى لها ولا يمكن التحقق منها. كما رد بعضهم على ذلك بأن هذا النقد ينطبق أيضًا على أي نوع من أنواع المعرفة بما في ذلك العلوم الصعبة، التي تدعي أنها تصف أي شيء بخلاف محتويات الإدراك البشري، وبالتالي فإن عالم الإدراك هو العالم الموضوعي بمعنى ما. غالبًا ما تفترض الميتافيزيقا نفسها أن بعض المواقف قد تم اتخاذها على هذه الأسئلة، وأنها يمكن أن تمضي بشكل مستقل عن الاختيار - السؤال الذي يتعلق بالموقف الذي يجب أن نأخذه ينتمي إلى فرع آخر من الفلسفة والنظرية.

## أسئلة محورية

### علم الوجود
علم الوجود هو دراسة فلسفية لطبيعة الوجود، أو الوجود، أو الواقع، بالإضافة إلى الفئات الأساسية للكائن وعلاقاته. عادةً ما يُدرج علم الوجود كنواة للميتافيزيقا، وعادةً ما يتعامل مع الأسئلة المتعلقة بالكيانات الموجودة أو قد يقال إنها موجودة، وكيف يمكن تصنيف هذه الكيانات، وترتبط في التسلسل الهرمي، وتقسيمها تبعاً لأوجه التشابه والاختلاف.

### نظرية المعرفة
بما أن السببية هي فكرة ميتافيزيقية دقيقة، يجب بذل جهد كبير لإثبات معرفتها في ظروف تجريبية خاصة.
السببية لها خصائص السيرة هذه هي طوبولوجيا، وهي مكونات للهندسة الزمانية. كما طورها ألفريد روب، تسمح هذه الخصائص باشتقاق مفاهيم الزمان والمكان وكتب ماكس جامر «إن افتراض أينشتاين يفتح الطريق أمام البناء المباشر للطبولوجيا السببية لفضاء مينكووسكي». لا تنتشر الفعالية السببية أسرع من الضوء.

### أهمية هندسية
مفهوم السببية هو ميتافيزيقي قبل مفاهيم الزمان والمكان. من الناحية العملية لأن استخدام العلاقة السببية ضروري لتفسير التجارب. هناك حاجة لتفسير التجارب لتحديد المفاهيم المادية والهندسية للزمان والمكان.

### التناقض مع الشرطية
الحالات الشرطية ليست حالات سببية. هناك فرق مهم هو أن الحالات السببية تتطلب أن تكون قد حدثت سابقًا أو تتزامن مع ما يترتب على ذلك في الوقت، في حين أن الحالات الشرطية لا تتطلب هذا الأمرالزمني. يحدث نظرًا لأن العديد من العبارات المختلفة باللغة الإنجليزية قد تُقَدَّم باستخدام نموذج "If ... then ..." (ويمكن القول، نظرًا لأن هذا النموذج أكثر شيوعًا لاستخدام عبارة السببية). نوعان من العبارات.

## المجالات

### الفيزياء
على المرء أن يكون حذرًا في استخدام كلمة السبب في الفيزياء. صحيح أن السبب المفترض والأثر المفترض هما كلتا العمليات المؤقتة. على سبيل المثال، القوة هي مفهوم مفيد لتفسير التسارع، ولكن القوة ليست في حد ذاتها سببًا. هناك حاجة أكثر. على سبيل المثال، قد تتميز عملية عابرة مؤقتة بتغيير واضح للقوة في وقت محدد. يمكن اعتبار هذه العملية كسبب. السببية لا تعني أصلا في معادلات الحركة، ولكن افترض كما إضافي القيد الذي يحتاج إلى أن يكون راضيا (أي سبب دائما تسبق أثره). هذا القيد له تداعيات رياضية مثل علاقات كرامير-كرونيج.
تظهر المفاهيم السببية في سياق تدفق الطاقة الكتلية. على سبيل المثال، من الشائع القول بأن الفعالية السببية يمكن أن تنتشر بواسطة الموجات (مثل الموجات الكهرومغناطيسية) فقط إذا لم تنتشر أسرع من الضوء. الحزم موجة لها سرعة المجموعة ومرحلة السرعة. بالنسبة إلى الموجات التي تنشر الفعالية السببية، يجب ألا يسافر كلاهما أسرع من الضوء. وهكذا، فإن الموجات الضوئية غالباً ما تنشر الفعالية السببية، لكن موجات بروجلي غالباً ما تكون أسرع من سرعة الطور أسرع من الضوء وبالتالي لا يمكن أن تنشر الفعالية السببية.

### علم الأحياء والطب
أوستن برادفورد هيل قام بالبناء والاعتماد على عمل كل من الفلاسفة هيوم وبوبر واقترح في ورقته "البيئة والأمراض: رابطة السببية أو أن الجوانب المتعلقة بجمعية مثل القوة والاتساق والنوعية والوقتية يجب أن تؤخذ بعين الاعتبار عند محاولة التمييز بين السببية والارتباطات غير الإلزامية في الحالة الوبائية. ومع ذلك لم يلاحظ أن الوقف الزمني هو المعيار الضروري الوحيد بين تلك الجوانب. وتستخدم الرسوم البيانية غير الدورية الموجهة (DAGs) بشكل متزايد في علم الأوبئة للمساعدة في تنوير التفكير السببي.

### التاريخ
في مناقشة التاريخ، تعتبر الأحداث في بعض الأحيان وكأنها عوامل يمكن أن تؤدي إلى أحداث تاريخية أخرى. وهكذا، فإن الجمع بين ضعف المحاصيل، ومعاناة الفلاحين، وارتفاع الضرائب، وعدم تمثيل الشعب، وسخافة ملكي من بين الأسباب من الثورة الفرنسية. هذا هو إلى حد ما الأفلاطوني والهيغلي الرأي القائل بأن الأسباب كما الكيانات وجودي.
زعم بعض فلاسفة التاريخ مثل آرثر دانتو أن «التفسيرات في التاريخ وأماكن أخرى» تصف «ليس مجرد حدث - شيء يحدث - ولكن تغييرًا». مثل العديد من المؤرخين الممارسين، يعاملون الأسباب كأفعال متداخلة ومجموعات من الإجراءات التي تؤدي إلى «تغييرات أكبر»، في كلمات دانتو: أن يقرر «ما هي العناصر التي تستمر من خلال التغيير» هو «بالأحرى بسيط» عند علاج «التحول في الموقف» للفرد، لكنه «أكثر تعقيدًا وتحديا بشكل كبير عندما نرغب في مثل هذا التغيير، على سبيل المثال، تفكك الإقطاع أو ظهور القومية».
ركز الكثير من الجدل التاريخي حول القضايا على العلاقة بين الأعمال التواصلية وغيرها من الإجراءات، بين الأفعال الفردية والمتكررة، وبين الإجراءات، وهياكل العمل أو السياقات الجماعية والمؤسسية ومجموعات الحالات الأوسع. ميز جون جاديس بين الأسباب الاستثنائية والعامة (بعد مارك بلوخ) وبين «الروتين» و «الروابط المميزة» في العلاقات السببية: «في المحاسبة عما حدث في هيروشيما في 6 أغسطس 1945، نعلق أهمية أكبر على حقيقة أن الرئيس ترومان أمر بإسقاط القنبلة الذرية من قرار سلاح الجو العسكري لتنفيذ أوامره». كما أشار إلى الفرق بين الأسباب المباشرة والمتوسطة والبعيدة. من جانبه، طرح كريستوفر لويد أربعة «مفاهيم عامة للسببية» المستخدمة في التاريخ:
"المفهوم المثالي الميتافيزيقي": الذي يؤكد أن ظواهر الكون هي نتاجات أو انبعاثات من كائن كلي القدرة أو سبب نهائي كهذا".
«مفهوم الانتظام التجريبي: والذي يستند إلى فكرة السببية كونها مسألة ارتباطات مستمرة للأحداث».
«المفهوم الوظيفي/الغائي/التبعي»: وهو «موجه نحو الهدف، بحيث تكون الأهداف هي الأسباب».
"النهج الواقعي والهيكلية والتصرفية": التي ترى البنى العلائقية والتراكيب الداخلية كأسباب للظواهر".

### القانون
العلاقة السببية في القانون وخاصة القانون الجنائي تكون ضمن مكونات الركن المادي للجريمة وهي تعني أن يكون السلوك الإجرامي الإيجابي أو السلبي قد أدى بشكل من الأشكال إلى تحقق النتيجة الإجرامية فلو انتفت العلاقة السببية بين السلوك والنتيجة بأن تحقق الجريمة لا يكون بسبب السلوك فعندئذ لا مسؤولية عن الجريمة التامة.
وعلى أعتبار أخر فإن السببية من متطلبات الجريمة المادية فقط أما الجرائم الشكلية فلا يدخل في ركنها المادي ضرورة توافر نتيجة معينة، لذلك نشئت عدة نظريات فيما يتعلق بالسببية في الجريمة المادية لذلك نشأت نظريات مختلفة متعلقة بالسببية في القانون.

## التاريخ

### الفلسفة الغربية

#### أرسطو
حدد أرسطو أربعة أنواع من الإجابة أو طريقة تفسيرية لمختلف أسئلة «لماذا؟». واعتقد أنه بالنسبة لأي موضوع، فإن الأجوبة الأربعة كانت مهمة، كل على حدً. نتيجة للخصائص الفلسفية التقليدية المتخصصة للغة ومع ترجمات بين اليونانية القديمة واللاتينية والإنجليزية فإن كلمة 'سبب' هي في الوقت الحاضر في كتب الفلسفة تخصصية تستخدم للإشارة إلى الأنواع الأربعة الأرسطويَة. في اللغة العادية، هناك معان مختلفة لكلمة السبب، الأكثر شيوعًا في الإشارة إلى السبب الفعال .
- السبب المادي: المادة التي أتى بها شيء ما أو تلك التي تستمر أثناء تغيرها، [19]
- السبب الرسمي: حيث يحدد الشكل الديناميكي للشيء أو الشكل الساكن له خصائص ووظيفة هذا الشيء، لأن الإنسان يختلف عن تمثال إنسان أو كتمثال يختلف عن كتلة من البرونز.
- السبب فعَال: والذي يضفي على الحركة الأولى ذات الصلة، حيث يرفع الإنسان صخرة أو يرفع تمثالًا.
- السبب النهائي: أو معيار الإنجاز، أو النهاية؛ قد يشير إلى إجراء أو إلى عملية غير حية. أمثلة: سقراط يأخذ نزهة بعد العشاء من أجل صحته. الأرض تقع إلى أدنى مستوى لأن هذا هو طبيعتها.[20]